# 岐阜県道188号穂積停車場線

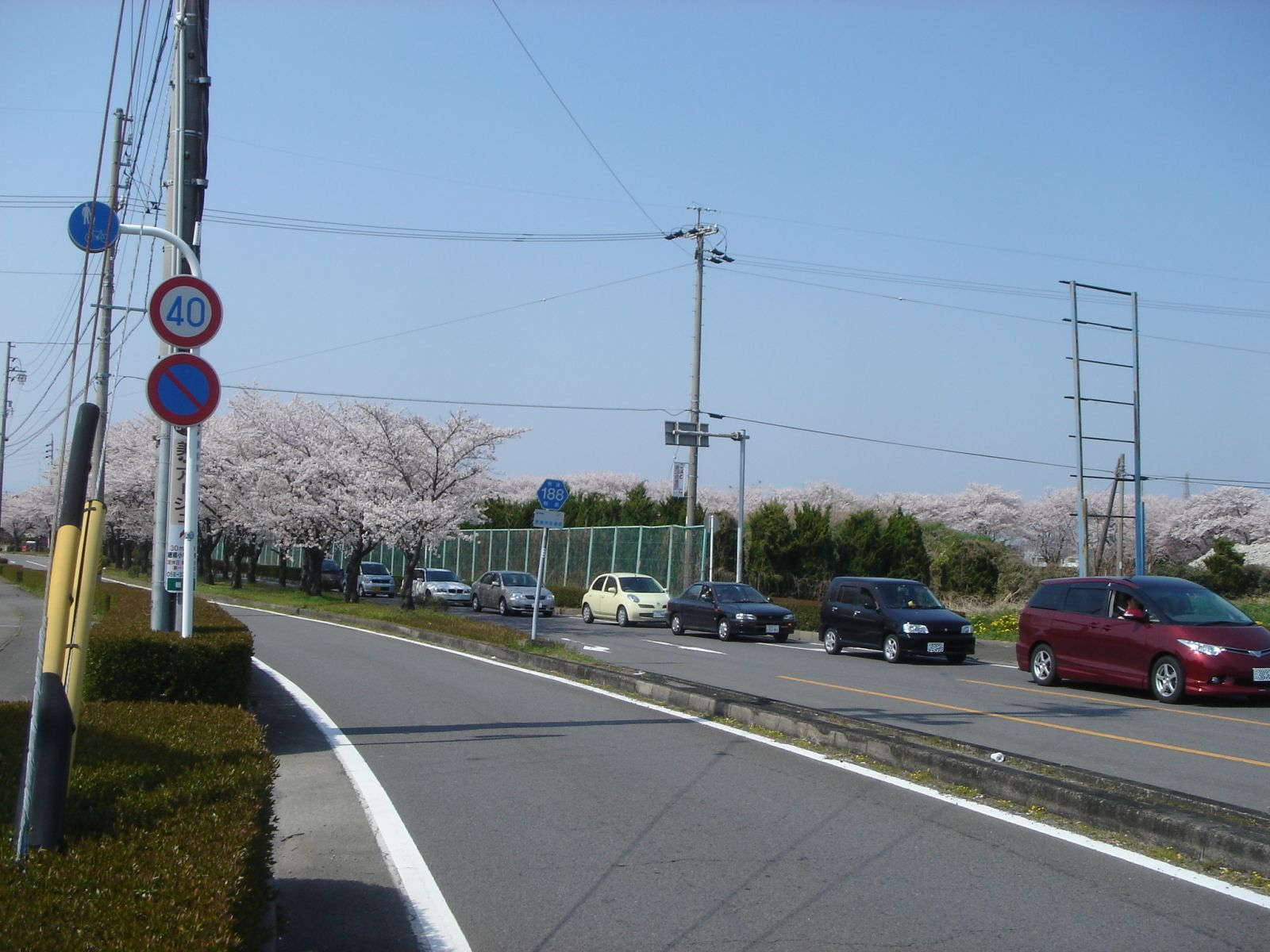
終点の上穂積交差点より撮影

岐阜県道188号穂積停車場線（ぎふけんどう188ごう ほずみていしゃばせん）とは岐阜県瑞穂市内の一般県道である。
JR東海道本線穂積駅の連絡道路である。

## 概要
穂積駅南口を起点として南下する。突き当たりの交差点（穂積駅南交差点の1つ西）からは東に向かう。南にカーブした後にある国道21号交点（上穂積交差点）が終点である。
穂積駅から穂積駅南交差点付近までは商店街となっている。穂積駅南交差点付近から終点の国道21号交点（上穂積交差点）までは片側1車線ながら中央分離帯があり、桜並木となっている。この中央分離帯はかつての堤防（横堤）の跡だという。

### 路線データ
岐阜県法規集に基づく起終点は次のとおり。
- 起点：穂積停車場（岐阜県瑞穂市別府）
- 終点：一般国道21号交点（岐阜県瑞穂市穂積・上穂積交差点）

## 地理

### 通過する自治体
- 岐阜県
  - 瑞穂市

### 交差する道路
- 国道21号岐大バイパス（瑞穂市穂積・上穂積交差点）

### 沿線
- JR東海道本線穂積駅
- 穂積郵便局
- マックスバリュ穂積店
- ジョーシン瑞穂店